# Amélie de Leuchtenberg
Amélia de Leuchtenberg (portugheză Amélia Augusta Eugênia de Leuchtenberg; franceză Amélie Auguste Eugénie de Leuchtenberg), Ducesă de Leuchtenberg, (n. 31 iulie 1812, Milano, Regatul Italiei – d. 26 ianuarie 1873, Lisabona, Portugalia) a fost împărăteasă a Braziliei prin căsătoria cu împăratul Pedro I al Braziliei.
A fost nepoata împărătesei Franței Josephine de Beauharnais. Tatăl ei, Eugène de Beauharnais, a fost singurul fiu al împărătesei Josephine și a primului ei soț, Alexandre de Beauharnais și fiu vitreg al lui Napoleon Bonaparte, care a admirat calitățile sale militare. Mama împărătesei Amélie a fost Prințesa Augusta Amélia, fiica lui Maximilian I, rege al Bavariei.

## Biografie

### Căsătorie

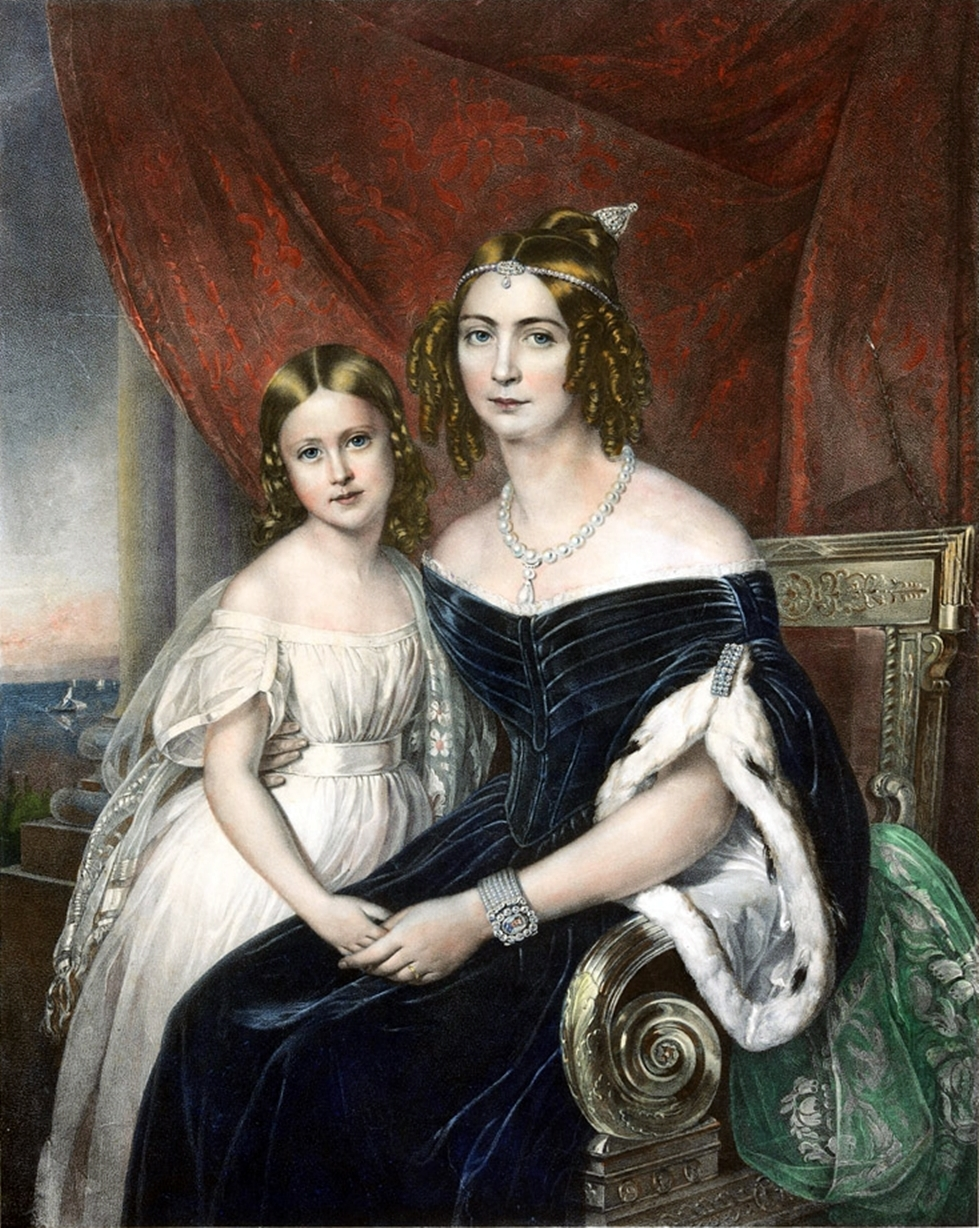
Amélie de Leuchtenberg împreună cu fiica ei Marie Amelie, 1840.

Împărăteasa Amélia s-a căsătorit cu împăratul Pedro I al Braziliei (regele Pedro al IV-lea al Portugaliei) în 1829. Când a ajuns în Brazilia, la sfârșitul aceluiași an, în compania fratelui ei Auguste, ea a primit binecuvântarea nupțială la capela imperială. Împăratul încântat de frumusețea Améliei a creat în onoarea ei pentru a celebra această ocazie "Ordinul imperial al trandafirului".
Căsătoria a fost fericită, spre deosebire cu prima căsnicie cu Arhiducesa Maria Leopoldina de Austria.
După abdicarea lui Pedro I la 7 aprilie 1831, Amélie și-a urmat soțul înapoi în Portugalia, unde acesta s-a angajat într-o luptă cu fratele său Dom Miguel I (Miguel I al Portugaliei) pentru coroana portugheză, ca Duce de Bragança și regent pentru fiica sa, Maria a II-a a Portugaliei.
După decesul lui Dom Pedro în 1834, Ducesa de Leuchtenberg și Bragança s-a dedicat muncii de caritate și îngrijirii singurului copil, Prințesa Maria Amélia a Braziliei, Infantă a Portugaliei, care a murit de tuberculoză în Madeira.

## Arbore genealogic
| Amélie de Leuchtenberg Casa de BeauharnaisNaștere: 31 iunie 1812 Deces: 26 ianuarie 1873 |                                                        |                                                                        |
| Regalitate braziliană                                                                    |                                                        |                                                                        |
| VacantUltimul titlu deținut deMaria Leopoldina de Austria                                | Împărăteasă a Braziliei 2 august 1829 – 7 aprilie 1831 | VacantUrmătorul titlu deținut deTheresa Christina a celor Două Sicilii |

1. 1 2  AmÃ©lie de Beauharnais, Genealogics
2. 1 2  Amelia Augusta de Braganca, Kaiserin v. Brasilien, FemBio-Datenbank[*]
3. 1 2  Amélie Auguste Eugénie de Beauharnais, The Peerage, accesat în 9 octombrie 2017
4. ↑  „Amélie de Leuchtenberg”, Gemeinsame Normdatei, accesat în 11 decembrie 2014
5. ↑  „Amélie de Leuchtenberg”, Gemeinsame Normdatei, accesat în 31 decembrie 2014